# Böhmens herrlandslag i fotboll
Böhmens herrlandslag i fotboll fanns åren 1906-1908, och spelade sammanlagt sex landskamper.
Politiskt hörde Böhmen till Österrike-Ungern vars regim kände sig hotad av nationalistiska stämningar inom idrotten. Då Österrike 1908 inträdde i FIFA uteslösts Böhmens fotbollsförbund.

## Matcher
| Datum          | Spelplats | Motståndare | Resultat | Typ av match  |
| -------------- | --------- | ----------- | -------- | ------------- |
| 1 april 1906   | Budapest  | Ungern      | 1-1      | Vänskapsmatch |
| 7 oktober 1906 | Prag      | Ungern      | 4-4      | Vänskapsmatch |
| 7 april 1907   | Budapest  | Ungern      | 2-5      | Vänskapsmatch |
| 6 oktober 1907 | Prag      | Ungern      | 5-3      | Vänskapsmatch |
| 5 april 1908   | Budapest  | Ungern      | 2-5      | Vänskapsmatch |
| 13 juni 1908   | Prag      | England     | 0-4      | Vänskapsmatch |